# Topolino alpinista
Topolino alpinista (Alpine Climbers) è un film del 1936 diretto da David Hand. È un cortometraggio d'animazione della serie Mickey Mouse, distribuito negli Stati Uniti dalla United Artists il 25 luglio 1936. L'anno seguente partecipò in concorso alla 5ª Mostra internazionale d'arte cinematografica di Venezia. Nel film appare per la prima volta un San Bernardo che, dopo essere riapparso pochi mesi dopo nel corto Gattini in festa, fu impiegato nei fumetti come cane domestico di Paperino col nome di Bolivar. A partire dagli anni novanta, il cortometraggio è più noto col titolo Gli alpinisti.

## Trama

Topolino nella scena d'apertura

Topolino, Paperino e Pluto stanno facendo un'escursione in montagna. Paperino si mette a raccogliere stelle alpine, ma viene infastidito da una capretta di montagna. Topolino, invece, scopre un nido di aquila e comincia a prenderne le uova, ma viene attaccato dall'aquila madre. Per difendersi le tira addosso le uova, che si schiudono. Una di esse cade vicino a Pluto, e il cane, inseguendo l'aquilotto che ne esce, finisce congelato in un mucchio di neve. Bolivar gli fa bere del vino per riscaldarlo, ma Pluto ne resta ubriaco e comincia a infastidire il cagnolone. Nel frattempo Paperino se la deve vedere anche con il padre della capretta, ma riesce a batterlo. Poi corre a salvare Topolino, ancora attaccato dall'aquila, ma si attira addosso la furia dell'uccello. Infine i due atterrano nella cuccia di Bolivar, e vedono Pluto e il cagnolone, entrambi ubriachi, che ululano allegramente.

## Distribuzione

### Edizione italiana
Il film fu distribuito in Italia nel 1939 in lingua originale. Fu doppiato per la prima volta nel 1948 in occasione di una riedizione cinematografica (i dati di questo doppiaggio sono ignoti). Altri due doppiaggi furono eseguiti dalla Royfilm per l'inclusione nelle VHS Cartoons Disney 4 dell'ottobre 1985 e Sono io... Topolino del marzo 1990 (quest'ultimo poi utilizzato in tutte le successive occasioni). Non essendo stata registrata una colonna internazionale, in tutti i casi è stata alterata la musica presente durante i dialoghi.

### Edizioni home video

#### VHS
America del Nord
- Life with Mickey! (1985)

Italia
- Cartoons Disney 4 (ottobre 1985)
- Sono io... Topolino (marzo 1990)
- Topolino apprendista scalatore (settembre 1994)[7]
- Topolino: un eroe... mille avventure (19 settembre 2000)[8]
- 3, 2, 1... è Natale! (dicembre 2002)

#### DVD
Una volta restaurato, Topolino alpinista fu distribuito in DVD nel primo disco della raccolta Topolino star a colori, facente parte della collana Walt Disney Treasures e uscita in America del Nord il 4 dicembre 2001 e in Italia il 21 aprile 2004. In America del Nord fu incluso anche nel volume 3 della collana It's a Small World of Fun (uscito il 13 febbraio 2007), mentre in Italia è presente nei DVD 3, 2, 1... è Natale! del 4 dicembre 2002, Topolino: sole, sale e sport del 29 giugno 2006 e Paperino e i corti di Natale del 5 dicembre 2012 (in quest'ultimo caso con un nuovo restauro).